# Tylocephalus tentaculatus
Tylocephalus tentaculatus är en rundmaskart som först beskrevs av Fuchs 1930.  Tylocephalus tentaculatus ingår i släktet Tylocephalus och familjen Plectidae. Inga underarter finns listade i Catalogue of Life.